# Yaw-Yan
Yaw-Yan (manchmal auch Yawyan) ist die Kurzform für Sayaw ng Kamatayan, ein Begriff aus dem Tagalog der übersetzt Tanz des Todes heißt. Es gehört zu den sogenannten Filipino Martial Arts und wurde von Napoleon Fernandez entwickelt.

## Über die Kampfkunst
Anders als Arnis/Kali/Eskrima, handelt es sich hierbei um eine hauptsächlich unbewaffnete Form des Kampfes.
Yaw-Yan ist eine Art des Kickboxen und mit dem Muay Thai verwandt, unterscheidet sich aber von ihm durch die Drehung der Hüfte und die hauptsächlich nach der Art der Tritte. Zudem werden Grappling und Wurftechniken trainiert.

## Turniere
Auf den Philippinen nehmen Kämpfer des Yaw-Yan meist an Mixed-Martial Arts Turnieren, wie dem Universal Reality Combat Championship
oder Fearless Fighting. teil.